# Vitaliy Denisov
Vitaliy Gennadyevich Denisov (oroszul: Вита́лий Генна́дьевич Дени́сов (Vitalij Gennagyjevics Gyenyiszov); belaruszul: Biтaль Генадзьевiч Дзянісаў (Vital Henadzevics Dzjanyiszav); Taskent, Szovjetunió, 1987. február 23. –) fehérorosz származású üzbég válogatott labdarúgó, az orosz másodosztályban szereplő Tom Tomszk hátvédje.
Édesapja Gennadi Denisov.

## Sikerei, díjai
- Az év üzbég labdarúgója (2013)[1]

 CSZKA Moszkva
- Orosz kupa
  - győztes: 2005
- UEFA-kupa
  - győztes: 2004–05

 Lokomotyiv Moszkva
- Orosz bajnokság (Premjer-Liga)
  - bajnok: 2017–18
- Orosz kupa
  - győztes (2): 2015, 2017